# Uelvesbüll
Uelvesbüll (tiếng Đan Mạch: Ylvesbøl) là một đô thị thuộc huyện Nordfriesland, bang Schleswig-Holstein, Đức.